# Ваздухопловна база Вилер (Хаваји)
Ваздухопловна база Вилер (енгл. Wheeler AFB) насељено је место за статистичке потребе у америчкој савезној држави Хаваји. По попису становништва из 2010. у њему је живело 1.634 становника.

## Демографија
Према попису становништва из 2010. у граду је живело 1.634 становника, што је -1.195 (-42,2%) становника више него 2000. године.
| Група             | 2000.         | 2010.         |
| Белци             | 1.490 (52,7%) | 1.000 (61,2%) |
| Афроамериканци    | 611 (21,6%)   | 159 (9,7%)    |
| Азијати           | 113 (4,0%)    | 58 (3,5%)     |
| Хиспаноамериканци | 372 (13,1%)   | 281 (17,2%)   |
| Укупно            | 2.829         | 1.634         |